# Ghazaròs Sarian
Ghazaròs Sarian   (Nakhitxevan del Don, 30 de setembre de 1920 - Yerevan, 27 de maig de 1998) va ser un compositor soviètic-armeni. En contextos russos o soviètics sovint apareix com a Làzar Sarian.

## Biografia
Ghazaròs Sarian, fill del pintor Martiròs Sarian i net de l'escriptor Ghazaròs Aghaian, va créixer a Yerevan, on la seva família ja s'havia traslladat el 1921. Va assistir per primera vegada a l'escola de música que porta el nom d'Aleksandr Spendiarjan i va estudiar composició de 1934 a 1938 al Conservatori de Yerevan amb Sarguís Barkhudarian i Vardges Talyan. Després va continuar els seus estudis a Moscou a l'Institut Gnessin amb Vissarion Xebalín. Durant la Segona Guerra Mundial va servir a l'Exèrcit Roig de 1941 a 1945. Això va ser seguit per estudis de composició al Conservatori de Moscou amb Dmitri Kabalevski, Dmitri Xostakóvitx i Anatoli Nikolàievitx Aleksàndrov, que va completar el 1950. El mateix any va tornar a Yerevan i va ensenyar composició i orquestració al conservatori d'allà. El 1955/1956 va exercir com a president de l'Associació de Compositors Armenis. De 1960 a 1986 va ser rector del conservatori. Juntament amb els compositors de la seva generació - Aleksandr Harutiunian, Arnó Babadjanian, Edvard Mirzoian i Adam Khudoyan, Sarian va formar un cercle de cinc persones que, anàlogament al Grup dels Cinc al voltant de Balakirev, s'anomenaven a si mateixos Grup dels cinc armenis. Entre els seus estudiants hi havia compositors com Tigran Mansurian, Vartan Ajemian i Ruben Sargsyan.

## Premis
Sarian va rebre el títol d'Artista del Poble de la RSS d'Armènia el 1972, el Premi de l'Estat Armènia el 1983 i el títol d'Artista del Poble de l'URSS el 1990. Per commemorar el 100è aniversari, l'administració postal armènia va llançar un segell especial el 2020.

## Estil
Sarian va compondre música simfònica, orquestrals, obres vocals, música de cambra, cançons, romanços i música de cinema. El seu estil sovint es descriu com a colorit i viu. A les seves obres va combinar elements de l'impressionisme i el modernisme, com ara: de Ravel, Khachaturian i Xostakovitx, amb influències de la música popular armènia. Saryan ho va mostrar com a exemple en la seva pintura simfònica Armènia, inspirada en un cicle de pintures del seu pare. A més d'altres obres, aquesta en concret també es va representar a Europa occidental, entre d'altres de Pierre Boulez el 1991 a Metz. Amb la seva Simfonia (1980), en què els passatges de percussió i les tècniques de clúster juguen un paper, Sarian es va apropar a l'avantguarda soviètica de l'època - Valeri Guérguiev  va gravar l'obra en CD el 2007.